# José Ramón Arrieta Arrieta
José Ramón Arrieta Arrieta, né le 7 avril 1954, est un homme politique espagnol membre de Podemos.

## Biographie

### Vie privée
Il est marié et père de deux filles.

### Profession
José Ramón Arrieta Arrieta est professeur des écoles. Il est retraité depuis le 1er septembre 2014.

### Carrière politique
Il est conseiller municipal de Irun de 1987 à 1995.
Le 20 décembre 2015, il est élu sénateur pour Guipuscoa au Sénat et réélu en 2016.
Au Sénat, il est second secrétaire de la commission de l'Éducation et des Sports.